# Kosraefruktduva
Kosraefruktduva (Ptilinopus hernsheimi) är en fågel i familjen duvor inom ordningen duvfåglar.

## Utseende och läte
Kosraefruktduvan är en färgglad duva med bjärt grönt på rygg och vingar, purpurfärgad hjässa och ljusgrönt på huvud och bröst. Lätet består av en serie hoanden som först ökar i tempo för att sedan plana ut. Vissa hoanden är dubblerade, vilket ger en hickande effekt.

## Utbredning och systematik
Fågeln förekommer på ön Kosrae i östra Karolinerna i Mikronesien. Tidigare behandlades den som en underart av purpurpannad fruktduva (P. porphyraceus) och vissa gör det fortfarande. Den behandlas som monotypisk, det vill säga att den inte delas in i några underarter.

## Levnadssätt
Kosraefruktduvan ses födosöka i buskar och träd, huvudsakligen på jakt efter frukt.

## Status
Arten har ett litet utbredningsområde, men beståndet anses vara stabilt. IUCN placerar den i hotkategorin livskraftig.